# 波羅的海諸國佔領

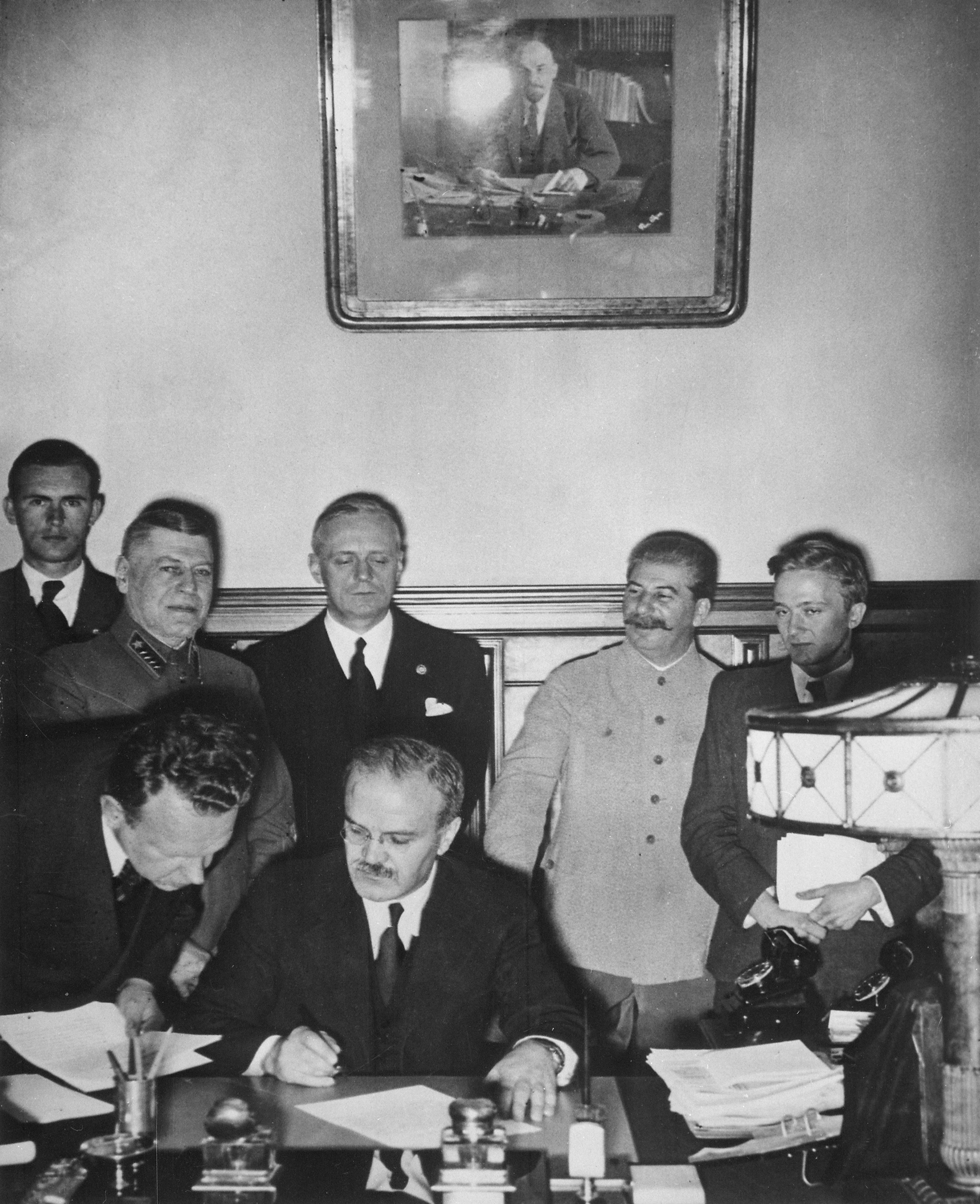
莫洛托夫簽訂蘇德互不侵犯條約

波羅的海諸國佔領指的是愛沙尼亞、拉脫維亞和立陶宛在1939年因蘇德互不侵犯條約而蘇聯對其進行的軍事佔領。
在1941年到1944年期間，三國因蘇德戰爭被納粹德國佔領。1944年蘇聯再次透過波羅的海攻勢擊敗德軍重新佔領，直到1991年波羅的海三國實現獨立。1994年8月，俄羅斯軍隊才完全撤出三國。

## 1939年之前
波羅的海三國都曾經是俄羅斯帝國的領土。第一次世界大戰後，三國獲得了獨立。1924年，三國簽訂了面臨侵略時相互防衛的協定，10年後蘇聯保證在1944年之前不攻擊三國。第二次世界大戰爆發後，根據蘇德互不侵犯條約中的秘密協定，蘇聯兼併波羅的海三國。